# Асоціація художників Червоної України
Асоціа́ція худо́жників Черво́ної Украї́ни (АХЧУ) — творче об'єднання українських радянських художників, що діяло у 1920-х роках.

## Основна мета
Ініціативна група АХЧУ виникла 1923 у Києві, а статут офіційно затверджено в серпні 1926. Схвалювала відому декларацію Асоціації художників революційної Росії (АХРР) від 1922.
Основна мета — об'єднання митців для активної участі в соціалістичному будівництві на основі «реалістичного» відтворення революційної дійсності, творчого опанування прогресивних традицій вітчизняного мистецтва, насамперед художників-передвижників.
Відбулося два всеукраїнські з'їзди АХЧУ (1928 і 1930).

## Філії
АХЧУ мала філії в Києві, Харкові, Полтаві, Одесі, Чернігові, Херсоні, Миколаєві та уповноважених в інших містах.

## Виставки
Асоціація організувала:
- виставки творів членів АХЧУ
  - в Києві (1925, 1926),
  - в Полтаві (1927, 1928),
  - в Чернігові (1928—1929),
- пересувні експозиції

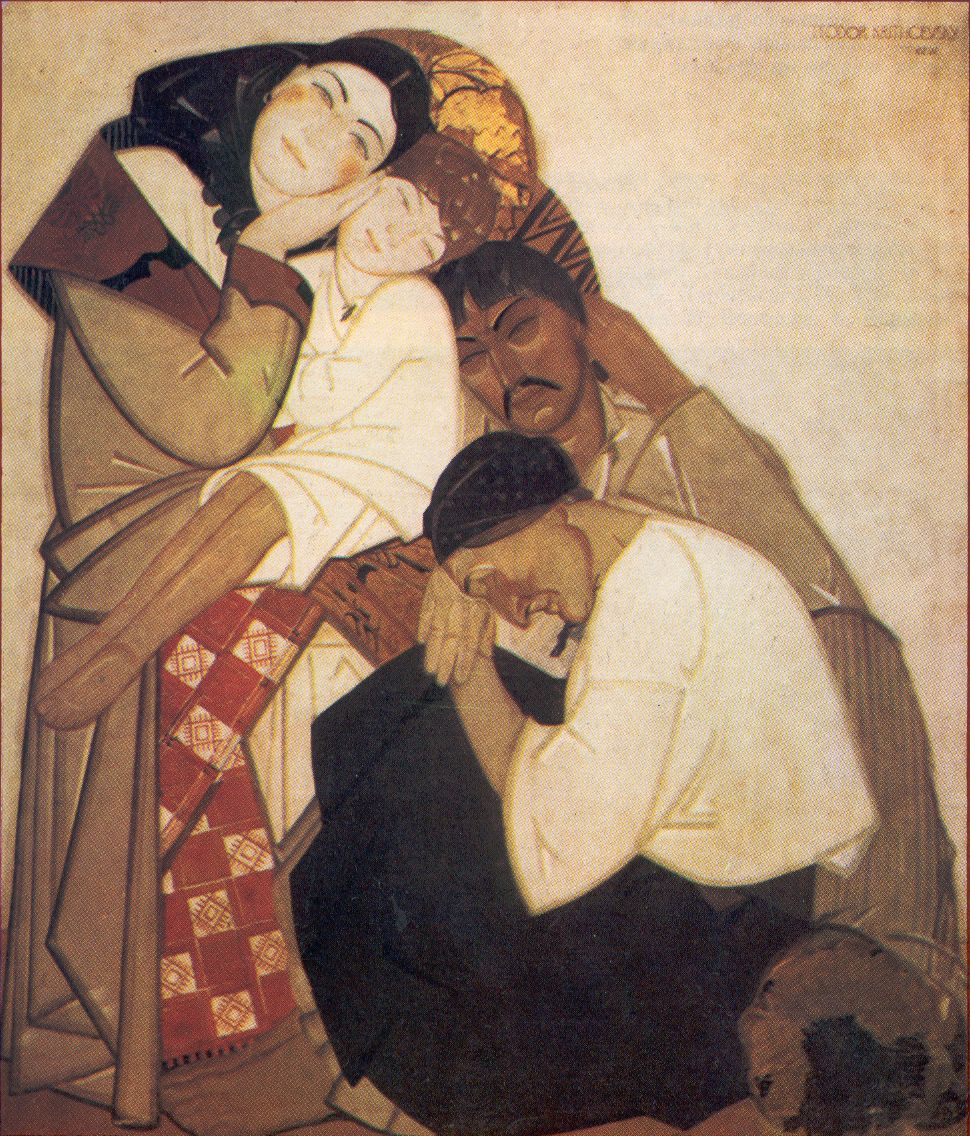
Федір Кричевський. «Сім'я» (центральна частина триптиху «Життя»). Темпера. 1925—1927

  - «По селах, містах і містечках України» (березень — травень 1926),
  - «Культпохід на Донбас» (1930). Друга пересувна художня виставка АХЧУ була зорганізована в жовтні 1929 року Київською філією. Функціонувала з грудня 1929 по липень 1930 року в двадцяти різних містах Донбасу. У виставці взяли участь 67 художників: Ангельський Д. І., Балясний М. М., Бензарь В. В., Бойченко І. В., Боровков Д. М., Бурачек М. Г., Вакуленко С. К., Варич С. Р. , Волокидін П. Г., Воронцов-Тілле Р. К., Воскресенський Г. І., Габрик Р. А., Глускина Е. Я., Гомлявий Е. X., Горобець П. М., Добронравов М. М. , Донцов М. О., Донченко Е., Жук М. І., Зелінський Д. П., Карпунін Г. Г., Киричко П. І., Кокель О. О., Комар Г. Я., Комашка А. М., Крушевський Г. С., Кушніренко Г. М., Ларченко А., Лисенко І. І., Магнер Є. Г., Маренков О. В., Мартинюк П. С., Марьямчін М. І., Мельников Є. Н., Михайлов Ю. С., Мошалов М. П., Нікітіна Н. Г., Новосельський М. А., Обозненко Л. А., Орлов І. І., Перлі М. Г., Пилипенко Б. К., Полончук М. А., Прохоров С. М., Розенбаум С. А., Розенберг І. М., Саблін М. М., Саввін В. М., Симонов А. К., Стеблина Л. А., Судомора О. І., Тарнавський П. Г., Тележинський В. В., Тодоров К. Г., Уваров В., Уваров М. М., Удовиць І. І., Федаров П. А., Фіногенов А. І., Чалієнко В. 3., Чернов В. Н., Шовкуненко О. О.,  Шульга І. М., Юровський К. Г., Юрченко М. С., Ясин Л. Д. Видано ілюстрований каталог українською мовою Друга пересувна художня виставка АХЧУ «Культпохід на Донбас». Замість передмови: Декларація, прийнята I з'їздом в Харкові в квітні в 1928 році[1].
- разом з Асоціацією революційних митців України (АРМУ) — республіканську виставку в Харкові (1927), на якій експонувалися твори 111 художників,
- виставку плаката в Миколаєві.

АХЧУ брала участь у загальнореспубліканських виставках Народного комісаріату освіти УСРР (1927—1930), на виставці «Мистецтво народів СРСР» (Москва, 1927).
Силами АХЧУ здійснено художнє оформлення Харкова до десятої річниці більшовицького перевороту та декорації для десяти Палаців культури Донбасу (1927).

## Творчість членів АХЧУ
Творчість членів АХЧУ засвідчила досягнення молодого українського радянського мистецтва в різних жанрах:
- історичному — Федір Кричевський, Іван Їжакевич, Григорій Світлицький, Петро Васильєв, Петро Носко, Іван Шульга;
- портретному — Михайло Козик, Михайло Жук, Федір Кричевський, Фотій Красицький, Іван Шульга, Петро Киричко ;
- побутовому — Віктор Коровчинський, Абрам Черкаський, Олександр Сиротенко, Карпо Трохименко, Іван Хворостецький, Соломон Розенбаум, Іван Шульга, Петро Киричко.

Символістські та стилізаторські пошуки притаманні творчості Юхима Михайліва та Михайла Жука.

## Завершення діяльності
1929 київська група членів вийшла зі складу АХЧУ й заснувала Українське мистецьке об'єднання. 1930 АХЧУ перетворилася на Всеукраїнську асоціацію пролетарських митців.
АХЧУ мала власне видавництво з плакатною майстернею при ньому (1929—1932), матеріали якого успадкувало видавництво «Мистецтво».